# Несвізький район
Несвізький район (біл. Нясві́жскі раён) — адміністративна одиниця Білорусі, Мінська область.

## Географія
У межах території району протікають річки: Вуша.

## Адміністративний поділ
У Несвізькому районі налічується 117 населених пунктів, з них . Всі села приналежні до 13-и сільських рад:
- Городейська сільська рада → Баратьківщина • Велика Лисиця • Галівці • Заболоття • Завита • Заріччя • Коптівщина • Малявщина • Нова Лисиця • Новогородейський • Студенки • Ударний • Ужанка.
- Грицькевичівська сільська рада → Грицькевичі • Гриці • Мацилівщина • Неліпове • Супруновичі.
- Карцевичівська сільська рада → Альбянка • Карцевичі • Малево • Надея • Вільхівка • Саська Липка • Сичево.
- Козловська сільська рада → Гусаки • Долкінди • Жанковичі • Кам'янка • Козли • Кохановичі • Малоїди • Оношки • Ходатовичі.
- Ланьська сільська рада → Велика Бихівщина • Демидовичі • Іваново • Качановичі • Кирківщина • Космовичі • Лань • Мала Бихівщина • Митьковичі • Осмолове • Пукелівщина • Хрипкове • Чановичі.
- Леоновичівська сільська рада → Габруни • Грибовщина • Дубейки • Лазовичі • Леоновичі • Лесуни • Ляхи • Мисливе • Плешевичі • Смоличі • Солтанівщина • Текалівщина.
- Липська сільська рада → Велика Липа • Бояри • Висока Липа • Єськовичі • Заушшя • Квачі • Крутий Берег • Клепачі • Панютичі.
- Несві́зька сільська рада → Альба • Войниловичі • Ганусівщина • Госсортучасток • Заозер'я • Кароліна • Микуличі • Погулянка • Просмиківщина • Рудавка • Славкове • Фільварківці • Фербовщина.
- Новосілківська сільська рада → Омлинці • Кучинівщина • Нові Новосілки • Пєтухівщина • Старі Новосілки • Стрихорівщина.
- Островська сільська рада → Красногірки • Макаші • Новини • Островки • Прости • Столпище • Малинівка • Янчиці.
- Сейловичівська сільська рада → Андруши • Куноса • Сейловичі.
- Сновська сільська рада → Грусково • Друцьківщина[be] • Клепачі • Новий Снов • Панютичі • Погорільці • Слобода • Снов • Сингали • Сичі • Тарейки • Тераспілля • Хвоєво.
- Юшевичівська сільська рада → Бузуни • Бучні • Затур'я • Раковичі • Цегельня • Юшевичі.